# タラソ福岡
タラソ福岡（タラソふくおか）は、福岡県福岡市東区箱崎にあった健康増進施設である。
ごみ焼却施設の余熱の活用を行うPFI事業（福岡市臨海工場余熱利用施設整備事業）として設置・運営された。2002年に開場後、事業者の交代による中断を経て、2017年3月に閉鎖された。2018年4月よりダンロップスポーツウェルネスによる「ダンロップスポーツクラブ 福岡箱崎」として営業が再開されたが、2023年5月31日に営業終了。

## 沿革
福岡市は2001年にごみ焼却施設を稼動させるにあたり、周辺住民の理解と余熱利用を図るため、タラソテラピー（海水中での身体活動によるリフレッシュ）を主眼とした施設の設置を立案した。当初は公設公営の予定であったが、1999年に民間資金等の活用による公共施設等の整備等の促進に関する法律（通称：PFI法）が施行されたことに伴い、PFI事業に方針を変更。2000年に事業者の公募をおこない、応募のあった2社からゼネコンの大木建設の案を採用した。2001年に大木建設が筆頭出資者となって事業運営会社「株式会社タラソ福岡」が設立され、福岡市と契約を締結した。
2002年4月に開場したが、入場者数が当初の見込みを下回り、初年度決算で6千万円の損失を計上した。このため、2003年には施設のリニューアル（飲食店・売店の閉鎖とトレーニング機能の強化）および運営の外部委託を実施し、入場者には多少の効果があったものの収支の回復には至らず、翌年度も損失を計上して債務超過に陥る。2004年4月に大木建設は民事再生法の適用を申請して経営破綻し、同社からの支援継続が困難となったことから、2004年11月末をもって閉鎖された。
その後、運営会社を福岡臨海PFI株式会社に変更して2005年4月に再開場したが、会員数が伸び悩んだことや施設の維持修繕費用の負担が原因で、当初の事業予定期間の期限となる2017年3月をもって再び閉鎖となった。福岡市では再度の事業者公募をおこない、2018年度に再開する意向を2017年3月に市議会で表明した。福岡市は新事業者に施設を10年間貸与する方針と報じられた。
2017年11月、株式会社ダンロップスポーツウェルネス（現・株式会社イトマンスポーツウェルネス）と福岡市が賃貸借契約を結び、2018年4月に「ダンロップスポーツクラブ 福岡箱崎店」として2018年4月にオープンすることが発表された。2018年4月13日にリニューアルオープン。しかしながら、コロナ禍での会員数減少及びエネルギーコストの高騰により、2023年5月31日に営業終了となった。

## 評価
PFI事業の失敗例とされる一方、福岡市の事業として直営で運営する従来の方式に比べて損失補填による福岡市の負担額は少ないとして評価する意見もある。

## アクセス
- 国道3号沿い
- 西鉄バス 「高須磨町」バス停
- 福岡市地下鉄箱崎線・西鉄貝塚線 貝塚駅